# Палеонтологически и палеоботанически музей (Нестиме)
Палеонтологическият и палеоботанически музей (на гръцки: Μουσείο Παλαιοντολογίας και Παλαιοβοτανικής) е музей, разположен в костурското село Нестиме (Ностимо), Гърция.
Музеят излага експонати от откритата между Нестиме и съседното село Бела църква (Аспроклисия) Нестимска вкаменена гора. Първоначално е разположен в началното училище в селото, като детската площадка е превърната в парк на вкаменени дървета, а в сградата са изложени морски и животински вкаменелости. По-късно в края на селото е построена специална музейна сграда.
Гората, състояща се предимно от тропически и субтропически растения, е израснала в делтовите алувиални наноси от праисторическото Тетидино море. Фосилизираните дървета са приблизително на 15 – 20 милиона години и са отлично запазени. Дървените стволове, дълги 5-10 m и диаметър 40-80 cm, са предимно палми.
Морските вкаменелости се състоят от морски звезди, рапани, морски таралежи, морски охлюви, стриди, миди и други морски фосили, които са запазени в почти съвършено състояние. Най-значимата от животинските вкаменелостите е зъбната челюст със запазени зъби на акула, която е била дълга 20-25 m, както и зъбът на 3,5 милиона години на Anancus arvenensis, мастодонт, който е предшественик на слона и тук е засвидетелстван за първи път в област Западна Македония. Мастодонът, живеял в тази област, е почти със същите размери като съвременния слон, но е имал по-дълги бивни.
В музея са изложени също и някои неолитни инструменти от IV хилядолетие пр. Хр., рибарски тежести и сърп.
- Експонати от музея
- Челюст и зъб на акула
- Вкаменена раковина
- Вкаменено дърво